# Asthenotricha flavicoma
Asthenotricha flavicoma är en fjärilsart som beskrevs av W. Warren 1907. Asthenotricha flavicoma ingår i släktet Asthenotricha och familjen mätare. Inga underarter finns listade i Catalogue of Life.